# Josep Maria Junoy i Muns
Josep Maria Junoy i Muns (Barcelona, 10 de desembre de 1887 - Barcelona, 3 de maig de 1955) fou un periodista, poeta i dibuixant català, germà del polític Emili Junoy i Gelbert.

## Biografia
Fill de Josep Junoy Gelbert (1814-1895), de 73 anys, natural de Puigcerdà i de Josefa Muns i Casas (1860-1889), de 27 anys, de Montornés. El pare, Josep Junoy, era viudo quan es va casar el 26 de novembre de 1885 amb Josefa Muns. La mare Josefa Muns va morir aviat, el 13 de maig de 1889, a causa d'unes febres tifoides. El pare, Josep Junoy, va morir a Puigcerdà quan el fill era encara un nen, l'any 1895. El seu germà gran, Emili Junoy i Gelbert, se'n va fer càrrec d'ell.
De jove, Josep Maria Junoy va viure a París, on treballà de venedor de llibres i de marxant de pintura. Va fer dibuixar acudits de costums, anticlericals i de denúncia social a Papitu (1908-1910). Influït per Apollinaire, també fou un dels introductors de la poesia avantguardista a Catalunya i dirigí la revista avantguardista Troços. També va col·laborar a La Publicitat, La Veu de Catalunya, Vell i Nou, i La Nova Revista i El Matí, de les quals en fou fundador i director. També col·laborà en la revista aliadòfila Iberia.
Cap al 1930 es convertí al catolicisme, edità en català les obres de Gilbert Keith Chesterton i es decantà cap al neoclassicisme estètic i cap a l'apologètica en religió.
La revolució que s'inicia després de l'alçament de Franco l'atrapà a Puigcerdà. La FAI va pretendre afusellar-lo perquè el considerava un intel·lectual catòlic. Va fugir a Barcelona on s'amagà en un soterrani. Després de la guerra, surtí al carrer, però fou represaliat pels franquistes, atenent "sus antecedentes separatistas". Gràcies a algunes amistats, aconseguí escriure en castellà a Solidaridad Nacional, Destino i La Vanguardia. L'any 1941 el règim franquista li va prohibir exercir de periodista, però finalment va aconseguir revocar l'ordre. En aquesta època col·laborà com a professor a l'Escola Superior de Belles Arts.
En el terreny literari, el paper de Junoy fou clau: l'Avantguarda europea arribà a Catalunya, a través de la revista Trossos, publicació que dirigí entre 1916 i 1917. A banda, d'això, però, Junoy també és conegut com a autor d'un dels més cèlebres cal·ligrames de la literatura catalana: Guynemer o Oda a Guynemer (1917). Considerat el primer cal·ligrama en llengua catalana, aquesta peça poètica reflecteix els trets de la primera etapa de les avantguardes catalanes, en què la poesia fusiona l'estructura cubista amb el contingut futurista. Amb Josep Maria Junoy, Joaquim Folguera, el J. V. Foix de la primera època i, evidentment, Joan Salvat-Papasseit representen les quatre personalitats més representatives d'aquesta primera onada avantguardista. Amb ells, però en un pla secundari, Sebastià Sánchez-Juan, per una banda (autor del Segon manifest català futurista, 1922) i Carles Sindreu, per l'altra, acabarien de dibuixar el panorama literari del moment. Cadascun d'aquests autors actuà independentment. No formaren part de cap col·lectiu concret, no s'adheriren a cap revista exclusivament. Les seves actituds estètiques foren, en qualsevol cas, unes actituds de militància relativa, i és el seu pas per les avantguardes fou un període més en les seves trajectòries poètiques. A diferència dels surrealistes, l'actitud de revolta dels primers avantguardistes catalans fou una actitud prudent i poc arriscada.
L'any 1917, des de la revista Trossos, classificà alguns artistes, llavors joves, com a Escola de Vilanova, en la qual inclogué els noms d'Enric C. Ricart, Rafael Sala i Joan Miró, atesa també la proximitat de dates de les primeres exposicions de tots tres. Amic d'aquests pintors participà en moltes reunions i tertúlies que celebraven a la platja de Vilanova.
Es va casar el 1910, en primeres núpcies, amb Amàlia Quero i Ortega i van tenir una filla, Josefina Junoy i Quero (1917-1928). Amàlia Quero va morir aviat, a Vila-rodona el 1918. La filla Josefina va morir als 11 anys, el 1928.
El 1920 es tornà a casar, ara amb la vilanovina Josepa (Pepa) Ricart i Brunet, filla de Josep Ricard i Marrugat, cosina d'Enric C. Ricart. El matrimoni residí uns anys a Vilanova, on es van fer construir una casa al passeig del Carme, de la qual encomanaren el projecte a l'arquitecte Josep Francesc Ràfols, projecte que no s'executà complet. Aquí van néixer dues filles: Montserrat Junoy i Ricart (Vilanova, 28 de setembre de 1921 - 2007) i la seva germana Mercè (Vilanova, 13 de setembre de 1923 - Barcelona, 22 d'agost de 2007), que després esdevingueren artistes reconegudes com a escultora i pintora respectivament.

## Poesia

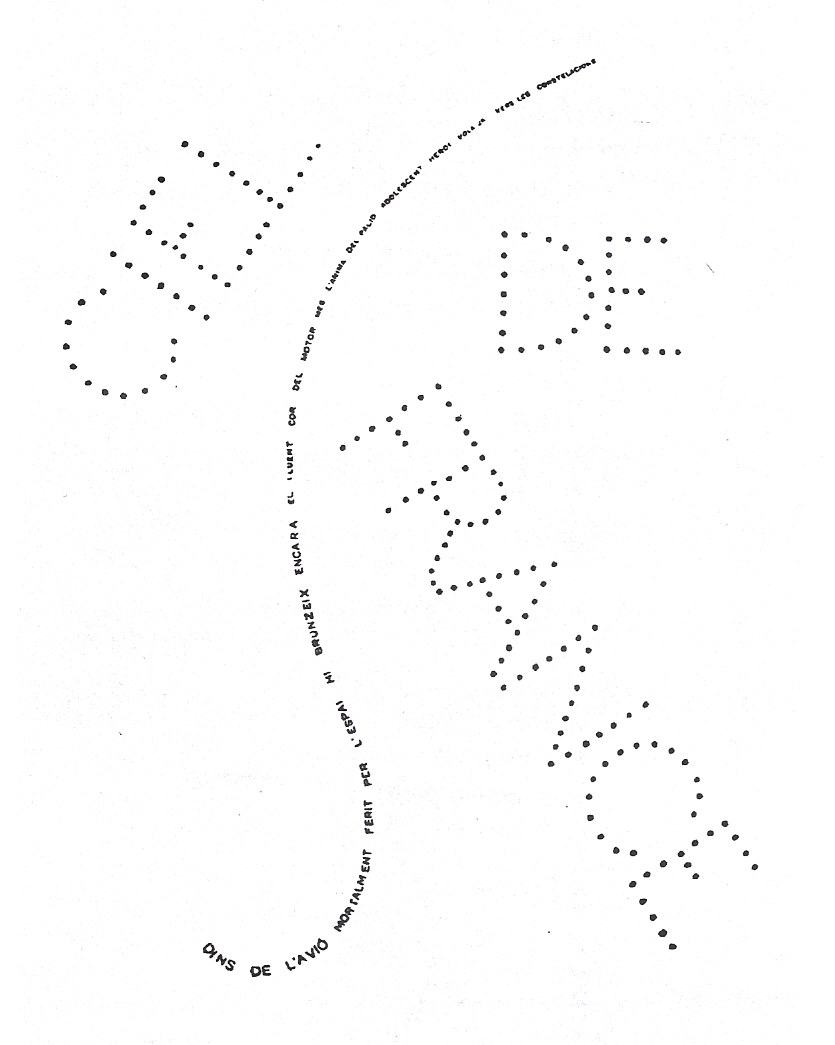
Oda a Guynemer, de Josep Maria Junoy (1917). Primer cal·ligrama avantguardista en llengua catalana.

L'Oda a Guynemer (1917) és un exemple clar de la primera estètica avantguardista a Catalunya. De fet, les primeres avantguardes catalanes van participar de les mateixes tendències que plasmarien les avantguardes europees del moment: el Cubisme i el Futurisme. Junoy, com els poetes avantguardistes catalans d'aquest moment (Joan Salvat-Papasseit, Joaquim Folguera, el primer J. V. Foix), actuaria en sincronia amb els artistes francesos i italians, i s'avançaria, fins i tot, a les avantguardes hispàniques. El cal·ligrama de Junoy (datat del 1917 i publicat a Poemes i cal·ligrames, el 1920) exemplifica la síntesi d'elements cubistes (quant a la representació formal) i elements futuristes (quant al motiu temàtic). Guynemer, heroi de la Primera Guerra Mundial que va morir en combat, n'és el protagonista. Dos plans es dibuixen de manera juxtaposada: el cel de França (en un pla horitzontal) i el vol de l'aviador (en un pla vertical). La geometrització de l'espai ha substituït tot formalisme. En aquest sentit, som davant d'un cal·ligrama formalment cubista. Ara bé, quant al contingut, ens trobem amb l'exaltació del món de l'aviació i la glorificació de l'heroi que ha mort en combat. La temàtica, així, és marcadament futurista. Els motius de la guerra, de l'aviació, de la tecnologia, etc., foren molt recurrents en les composicions dels artistes d'aquesta època. El panorama hispànic, per exemple, podem trobar cal·ligrames similars a l'Oda a Guynemer (en referència a Georges Guynemer): Guillermo de Torre, per exemple, presentaria com a portada de la revista Hélices, el cal·ligrama Girándula. Així mateix, en el panorama de les lletres catalanes, Joaquim Folguera crearia el també conegut En avió.
- Poemes i cal·ligrames (1920)
- Amour et Paysage (1920)
- Fin de paisaje. Doce Haikais de Occidente. (1941) (Amb dibuixos de Ramón de Capmany)
- Obra poètica (Quaderns Crema, 1984). Estudi i edició per Jaume Vallcorba.
- Obra poética (Acantilado, 2010). Estudi i edició per Jaume Vallcorba. Traducció dels poemes per Andrés Sánchez Robayna.

## Crítica d'art
- Arte y artistas (1912)
- Conferències de combat (1923)

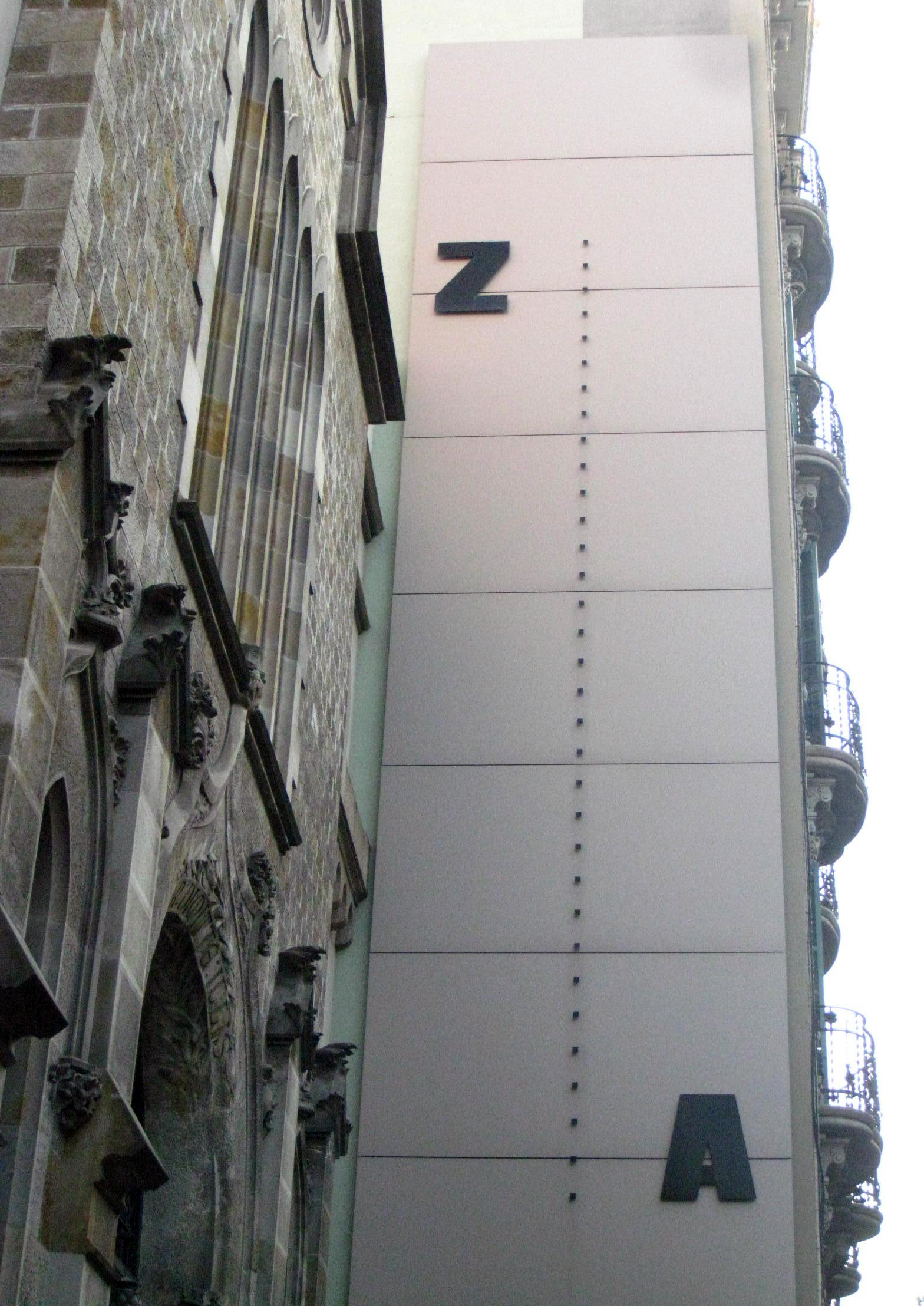
Art poètica i poema visual (2007), dos cal·ligrames en mitgeres del carrer de València, 252, de Barcelona amb poemes de Josep Maria Junoy i Joan Brossa.

- Els drets i els deures de la joventut (1924)
- El gran art local de Joaquim Sunyer (1925)
- Crear un públic (1925)
- El gris i el cadmi (1926)
- Marginàlia diversa (1928)
- La pintura catalana contemporània (1931)
- L'actualitat artística (1931)
- Elogio del arte español (1942)
- Los oficios artísticos (1945)
- Orígenes del arte (1945)
- Panorama de la pintura española (1947)